# 松本安司 (野球)
松本 安司（まつもと やすし、1960年7月3日 - ）は、日本の元野球選手（投手、外野手）。ソウルオリンピック野球日本代表では外野の中心選手として活躍した。

## 経歴
友人にサッカー好きが多かった事から大垣市立北中ではサッカー部に所属してFWを務め、県大会でベスト4に入っている。岐阜第一高校でもサッカー部でFWとしてプレーしていたが、3年春の球技大会で活躍したのを契機に野球部の顧問から強く誘われて転部。投手として高い適性を見せ、1978年夏の甲子園県予選ではエースとして準決勝に進み、県岐阜商の野村隆司（三菱名古屋）らと投げ合うが、9回に決勝点を許し惜敗、甲子園には届かなかった。
卒業後1979年に三菱自動車工業に入社し、社会人チームの三菱名古屋に所属。1980年の社会人野球日本選手権では三菱重工神戸との1回戦に登板するが、その後は肘の故障により外野手に転向。1982年の都市対抗に電電北陸の補強選手として初めて出場、日本新薬との2回戦で初安打を記録。1985年の都市対抗はNTT東海、翌1986年の都市対抗は国鉄名古屋の補強選手として出場。1987年は再度NTT東海の補強選手として都市対抗に出場、中西親志とともに打線の中軸となる。同大会では3本の本塁打を放ち、首位打者賞、優秀選手賞を獲得する活躍で準決勝に進むが、ヤマハに惜敗。また同年はインターコンチネンタルカップ日本代表となり、初の社会人ベストナイン（外野手）を受賞。
1988年にはソウル五輪代表に選ばれ銀メダル獲得に貢献、筒井大助や中島輝士らとともに野手陣のまとめ役となった。左翼手として5試合全てに先発出場、6番ないし7番打者を任され、大会打率は.300でチーム2位タイの4打点を挙げている。決勝の対アメリカではジム・アボットから先制打を放った。また同年の都市対抗ではNTT東海に補強され準決勝に進むが、東芝に敗退。この時の正捕手でソウル五輪でもチームメイトだった古田敦也（トヨタ自動車から補強）とは現役引退後も親交が続いている。
1989年と1991年は西濃運輸、1990年と1992年はNTT東海の補強選手として都市対抗に出場。1990年にはワールドカップ日本代表に選出された。その後1993年に社内の京都野球部に移籍し、コーチ兼任となった。1994年に日本新薬の補強選手として都市対抗に出場。自らのチームとしての出場はなかったが都市対抗に11回目の出場となり、1985年からの10年連続出場の表彰を受けた。日産自動車九州との準々決勝では3安打4打点を挙げ、この試合で当時歴代4位にあたる都市対抗通算10本目の本塁打も放っている。同大会では4度目の優秀選手賞を受賞し、大会後に現役引退を発表した。
引退後は三菱重工名古屋の副部長を務め、チームは2018年に開催された第44回社会人野球日本選手権大会で初優勝を果たした。